# Dauði Baldrs
 For alternative betydninger, se Balders død (flertydig). (Se også artikler, som begynder med Balders død)
Dauði Baldrs er et album af det norske black metal-band Burzum. Genren er ambient/neo-klassisk og albummet blev indspillet ved hjælp af en synthesizer og en normal båndoptager, mens Varg Vikernes var i fængsel. Albummet er ambient, og ikke råt black metal, da han kun havde adgang til en synthesizer og en båndoptager. Albummet blev til i løbet af et par måneder på grund af hans begrænsede adgang til synthesizeren, hvilket også var tilfældet med Hliðskjálf
Albummet handler om Balders arv, Odins anden søn i den nordisk mytologi. Albummet er højst sandsynligt et konceptalbum, hvor det starter med Balders død (Dauði Baldrs = Balders Død), som hele albummet så fører op til Ragnarok (Móti Ragnargkum = Mod Ragnarok), slaget som får verden til at gå under i nordisk mytologi.

## Numre
1. "Dauði Baldrs" ("Balders Død") – 8:49
2. "Hermoðr Á Helferð" ("Hermodrs Rejse Til Hel") – 2:41
3. "Bálferð Baldrs" ("Balders Brænd" el. "Balder Brænder") – 6:05
4. "Í Heimr Heljar" ("I Hels Hus") – 2:02
5. "Illa Tiðandi" ("Dårlige Nyheder") – 10:29
6. "Móti Ragnargkum" ("Mod Ragnarok") – 9:04

"Illa tiðandi" er en alternativ version af "Decrepitude I".
"Bálferð Baldrs" er også en alternativ version af det centrale riff fra "Jesu Død"